# 273 f.Kr.

## Händelser

### Efter plats

#### Egypten
- Då Ptolemaios II har blivit imponerad av att romarna har besegrat kung Pyrrhus skickar han en fredlig ambassad till dem. Detta besök återgäldas med ett motsvarande besök av romarna.

#### Indien
- Ashoka blir härskare av Mauryariket.